# Don't Know What You Got (Till It's Gone)
Singles de Cinderella
Gypsy Road
(1988) Coming Home
(1989)
Clip vidéo
(en) [vidéo] « "Don't Know What You Got (Till It's Gone)" », sur YouTube
Don't Know What You Got (Till It's Gone) est une power ballad écrite par Tom Keifer et interprétée par le groupe de glam metal Cinderella, tirée de leur deuxième album Long Cold Winter. Sortie en single en août 1988, la chanson s'est classée à la 12e place du Billboard Hot 100 en novembre de la même année, ce qui en fait le plus gros succès du groupe aux États-Unis.

## Écriture
Tandis que la plupart des chansons de Long Cold Winter sont écrites lors de tournées, Don't Know What You Got (Till It's Gone) est écrite en studio, au moment de l'écriture des chansons de leur précédent album, Night Songs.

## Composition
Selon MusicNotes.com, les instruments requis pour jouer la chanson sont un piano et une guitare. La chanson est harmoniquement centrée sur la note la majeur, sur un tempo de 66 battements par minute (tempo adagio). La tessiture vocale de Tom Keifer s'étend du mi3 au mi4.
La chanson commence par un air acoustique avant de laisser place à un solo de guitare qui démarre sur la deuxième moitié de la chanson.

## Réception
Dès sa sortie en août 1988, Dave Sholin du Gavin Report décrit Don't Know What You Got (Till It's Gone) comme une « chanson absolument spectaculaire » avec un « arrangement superbe ». Steve Huey d'AllMusic la qualifie de « grandiose ». Il affirme même que c'est cette chanson, accompagnée de Coming Home, qui a permis à Long Cold Winter de devenir le plus gros succès commercial de Cinderella. Chad Bowar l'inclut dans sa liste des « meilleures ballades de hair metal », en commentant « J'ai hésité entre choisir Nobody's Fool et cette chanson, mais Don't Know What You Got (Till It's Gone) était un peu plus mémorable et a mieux tenu le coup au fil des ans. »

## Clip
Le clip de Don't Know What You Got (Till It's Gone) est réalisé par Nick Morris. Selon Tom Keifer, son idée était de « choisir un endroit isolé, déserté parce que c'est exactement la nature de la chanson. Nous avions décidé de trouver un endroit désolé pour tourner ». Le clip doit à la base être filmé à Bangkok, en Thaïlande, dans un endroit composé de quatre grands piliers et entouré de grandes formations géologiques. L'idée est alors de placer chaque membre du groupe sur un pilier différent et de filmer par hélicoptère. Le tournage du clip ne peut cependant pas se faire par hélicoptère depuis la Thaïlande ; il est finalement tourné au Lac Mono, en Californie, sur deux jours d'affilée,.
Le clip-même montre les membres de Cinderella en train d'interpréter la chanson autour du lac. La plupart de ses séquences présentent Tom Keifer en train de jouer du piano alors que le soleil se couche derrière lui. Sa fin est quant à elle comparée à « un clip promotionnel pour une agence de voyages ».

## Performance dans les hit-parades
Sortie en single en août 1988, le single entre dans le Billboard Hot 100 le 3 septembre 1988 et se classe à la 74e place. Il finit par atteindre la 12e place du classement le 19 novembre 1988, faisant ainsi mieux que Nobody's Fool, qui s'était classé à la 13e place du classement deux ans plus tôt,. Il reste dans ce classement jusqu'au 28 janvier 1989, en y passant ainsi 22 semaines consécutives. Le single atteint également la 10e place des Album Rock Tracks. Il s'agit alors de la meilleure performance du groupe dans ce classement, jusqu'à la sortie de Shelter Me en 1990, qui se classera à la 5e place de ce même classement. En octobre 1988, il atteint la 68e place des classements singles du RPM canadien.
Dans les classements singles du Cash Box Magazine, il débute à la 89e place le 27 août 1988. Au bout de quatorze semaines, le 26 novembre 1988, il atteint la 17e place du classement. Le single reste finalement 23 semaines consécutives dans le classement, jusqu'au 28 janvier 1989.
En 1989, il reste deux semaines dans les hit-parades britanniques et se classe à la 54e place, tout comme Gypsy Road l'avait fait un an auparavant.

## Apparitions
La chanson apparaît dans l'épisode Raisins de South Park. Elle est également entendue dans le film The Wrestler, sorti en 2008.
La chanson se retrouve sur la compilation Monster Ballads, sur laquelle figure les power ballads les plus populaires.

## Personnel
- Tom Keifer – chant, piano
- Eric Brittingham – basse
- Jeff LaBar – guitare solo
- Fred Coury – batterie

## Pistes
A l'exception de la chanson Jumpin' Jack Flash, écrite et composée par Mick Jagger et Keith Richards, toutes les chansons sont écrites et composées par Tom Keifer.
| A. | Don't Know What You Got (Till It's Gone) | 4:58 |
| B. | Fire and Ice                             | 3:19 |

| 1. | Don't Know What You Got (Till It's Gone) | 5:43 |
| 2. | Jumpin' Jack Flash (Live)                | 3:30 |
| 3. | Nobody's Fool (Live)                     | 6:13 |

| A1. | Don't Know What You Got (Till It's Gone) |  |
| A2. | Fire and Ice                             |  |
| B1. | Push Push (Live)                         |  |
| B2. | Once Around the Ride (Live)              |  |

## Classements
| Classement (1988–1989)         | Meilleure position |
| ------------------------------ | ------------------ |
| Canada (Top Singles)           | 68                 |
| États-Unis (Album Rock Tracks) | 10                 |
| États-Unis (Billboard Hot 100) | 12                 |
| États-Unis (Cash Box)          | 17                 |
| Royaume-Uni (UK Singles Chart) | 54                 |